# Luina hypoleuca
Luina hypoleuca là một loài thực vật có hoa trong họ Cúc. Loài này được Benth. mô tả khoa học đầu tiên.